# Cecil Larsson
Carl Cecil Louis Larsson, född 24 februari 1908 i Barsebäckshamn, död okänt år, var en svensk-amerikansk målare.
Han var son till maskinisten Carl Larsson och hans hustru Anna. Hans föräldrar var svenskamerikaner och han föddes under ett besök i Sverige och växte upp i Amerika. Larsson studerade vid Art Students League of New York i New York 1932-1934 samt vid The Grand Central School of Art i New York, New York. Han var under sina ungdomsår bosatt i Proctor och har hämtat många motiv från Proctor och Nya Englandslandskapet. Han medverkade i ett stort antal samlingsutställningar i New York, Washington D.C, Boston och Salt Lake City samt i den årliga svensk-amerikanska konstutställningen i Chicago. Vid sidan av sitt eget skapande var han verksam som lärare i målning vid en konstskola. Larsson är förutom museum i USA representerad vid Smålands museum i Växjö.